# Asqar Myrsachmetow

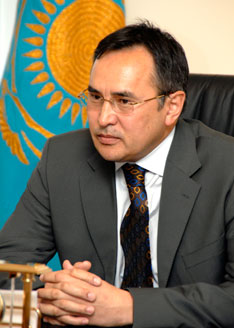
Asqar Myrsachmetow (2009)

Asqar Issabekuly Myrsachmetow (kasachisch Асқар Исабекұлы Мырзахметов Asqar İsabekūly Myrzahmetov, russisch Аскар Исабекович Мырзахметов Askar Issabekowitsch Myrsachmetow; * 1. Oktober 1962 in Tschimkent, Kasachische SSR) ist ein kasachischer Politiker.

## Leben
Asqar Myrsachmetow wurde 1962 in Tschimkent geboren. Er erlangte 1984 einen Abschluss am veterinärischen Institut in Alma-Ata. Er arbeitete später am kasachischen Forschungsinstitut für das Karakulschaf und von 1988 bis 1991 als leitender Forscher am kasachischen Tierforschungsinstitut. Bis 1999 war Myrsachmetow in leitenden Positionen bei verschiedenen Unternehmen beschäftigt.
Von 1997 bis 1999 war er freier Berater des kasachischen Premierministers Nurlan Balghymbajew. Im März 1999 wurde er zunächst Vorstandsvorsitzender des Forums der Unternehmer von Kasachstan, bevor er im August zum stellvertretenden Landwirtschaftsminister Kasachstans ernannt wurde. Am 25. August 2005 wurde er vom kasachischen Präsidenten Nursultan Nasarbajew zum Landwirtschaftsminister ernannt. Nach nur wenigen Monaten in diesem Amt wurde er am 19. Januar 2006 von Achmetschan Jessimow abgelöst. Am 26. April 2006 wurde er zum Botschafter Kasachstans im Nachbarland Usbekistan ernannt. Von September 2007 bis März 2009 leitete er ein kasachisches Staatsunternehmen, bevor er am 4. März 2009 zum Äkim (Gouverneur) von Südkasachstan ernannt wurde. Im August 2015 wurde Myrsachmetow erster stellvertretender Vorsitzender der Partei Nur Otan. Im Zuge eine Regierungsumstrukturierung wurde er am 6. Mai 2016 erneut zum Landwirtschaftsminister ernannt.
Am 15. Dezember 2017 wurde er von seinen beiden Posten als Landwirtschaftsminister und stellvertretender Premierminister entlassen. Seit dem 10. Januar 2018 ist er Äkim des Gebietes Schambyl. Nach gewalttätigen Massenunruhen in der Region Qordai mit insgesamt elf Toten und rund 200 Verletzten Anfang Februar 2020 wurde Myrsachmetow wenige Tage später am 10. Februar als Äkim des Gebietes Schambyl entlassen.